# BHAK Braunau
Die Bundeshandelsakademie Braunau, heute Bundeshandelsakademie und Bundeshandelsschule Braunau, wurde im Jahre 1930 gegründet und ist somit eine der ältesten Bildungseinrichtungen in ganz Oberösterreich.
Die Schule wird derzeit (Jänner 2015) von ca. 500 Schülern besucht und besteht aus 13 Klassen der Handelsakademie, drei Klassen der Handelsschule und vier Klassen der Abendschule für Berufstätige. Direktor der Schule ist Thomas Silberhumer. Der Lehrkörper besteht aus ca. 40 Lehrkräften und fünf ausgebildeten Fußballtrainern (Mindestanforderung UEFA-B Lizenz). An der Handelsakademie werden drei verschiedene Ausbildungsschwerpunkte angeboten: MJM (Marketing Journalismus Medien), SAP und SEM (Sport- und Eventmanagement). Die Handelsschule bietet in drei Schuljahren eine kaufmännische Berufsausbildung für alle Zweige der Wirtschaft.

## Ausbildungsschwerpunkte

### MJM – Marketing Journalismus Medien
Als wirtschaftlicher Schwerpunkt wird Marketing unterrichtet, bei der auch die praktische Medien-Ausbildung eine wichtige Rolle spielt. Die Schüler erhalten Einblicke in die Medienbranche und behandeln aktuelle Medienthemen. Außerdem lernen sie die Entwicklung von Marketingkonzepten und -strategien.
- Ausbildungsschwerpunkt ab dem III. Jahrgang
- Einblicke in die Medien- und Zeitgeschichte
- Journalistisches Schreiben, Schreibworkshop mit Autoren/Journalisten
- Mediengestaltung (Website, Jahresbericht, Schülerzeitung, Foto etc.)
- Recherche im Internet, Werbeanalyse

### SAP – Systeme, Anwendungen und Produkte in der Datenverarbeitung
In diesem Zweig werden Betriebswirtschaftslehre und Rechnungswesen unter starker Einbindung von Informatik verknüpft. Im 2. Jahrgang liegt der Fokus auf dem praktischen Arbeiten.
- Geschäftsprozesse erleben und anwenden im SAP
- Lehrausgänge und Schulpraxis in Unternehmen, die SAP einsetzen
- Ausbildung zu qualifizierten SAP-Anwendern
- Inhalte/Module: Finanzbuchhaltung (FI), Controlling (CO), Materialwirtschaft (MM), Vertrieb (SD), Produktion (PP)
- Übungsfirma mit SAP

### SEM – Sport- und Eventmanagement
Klassische, kaufmännische Ausbildung mit Reife- und Diplomprüfung, Universitätsberechtigung und Berufsausbildung.
Es besteht die Möglichkeit die Ausbildung zum Sportmanager zu absolvieren.
Im Rahmen des Maturaprojekts arbeiten die Schüler mit einem Sportverein, Sportartikelhersteller oder einem anderen Partner des Sports zusammen.
- Ausbildungsschwerpunkt ab dem III. Jahrgang
- Kosten pro Semester ca. 90 € für Fußballausbildung
- zusätzlich vier Stunden Fußball (Teilnahme auch für Handelsschüler möglich)
- Projekte mit Vereinen
- Ausbildung zum Sportmanager
- Trainingslager, Freundschaftsspiele
- Exkursionen zu Sportveranstaltungen